# 飯久保廣嗣
飯久保 廣嗣（いいくぼ ひろつぐ、1934年 - ）は、日本における思考技術（Conceptual Skill）分野に関するマネジメントコンサルタント、起業家。米国デポー大学終身理事。学校法人青山学院名誉理事。キリスト教プロテスタント教会の信者である。

## 人物
1934年、東京生まれ。青山学院中・高等部を経て、1957年米国インディアナ州デポー大学（DePauw University）卒。1972年ケプナートリゴー（日本）代表取締役社長。1982年（1984年とする記述もある）ケプナー博士とEM法を開発した。主要約70社に問題解決・意思決定技法を指導。1994年から8年間にわたり人事院が主催する各省庁の係長、課長補佐研修の講師を務めた。2001年、日米民間外交A50事業を実施した。『問題解決の思考技術』、『質問力』等17冊の著書がある。名誉人文学博士（米国デポー大学）。米国デポー大学終身理事。青山学院名誉理事。
講道館創設者である嘉納治五郎が起倒流柔術を学んだ飯久保恒年は曾祖父にあたる。

## 経歴

### 学歴
- 1953年3月 青山学院高等部卒
- 1957年1月 米国デポー大学卒[3]

### 職歴
- 1957年～1959年 米国American Foreign Insurance Association(AFIA)日本支社勤務
- 1959年～1961年 米国West Coast Steamship Company勤務
- 1962年～1984年 株式会社JEC設立、代表取締役
- 1972年～1982年 ケプナートリゴー（日本）株式会社、代表取締役
- 1983年～1984年 公益財団法人日本国際交流センター企画委員
- 1984年～2008年 株式会社JECを（株）デシジョンシステムに社名変更、代表取締役[4]
- 1994年～2004年 人事院主催 各省庁係長・課長補佐研修講師
- 2008年～現在（株）デシジョンシステム相談役

### その他
- 1967年～1986年 上智大学国際部非常勤講師
- 1981年～1984年 米国デポー大学評議員
- 1983年～1989年 社団法人日本生産性本部経営アカデミー講師
- 1991年～2007年 学校法人青山学院理事
- 1991年～2007年 学校法人青山学院評議員
- 1991年～現在 丸国証券株式会社監査役
- 1991年～2006年 米国インディアナ州在日名誉大使[5]
- 1997年 米国デポー大学客員教授
- 1998年～2007年 米国デポー大学理事
- 2000年～2006年 A50フルブライト奨学金選考委員

### 賞罰
- 1987年 米国デポー大学より卒業生栄誉賞受賞
- 1993年 米国デポー大学より名誉人文学博士号取得[6]
- 2002年 社団法人全日本能率連盟よりマスター・マネジメント・コンサルタントの称号授与[7]
- 2004年 米国デポー大学より最優秀卒業生賞（Old Gold Goblet）受賞[8]

## 著書
- 『外人コンプレックス』(ダイヤモンド社、1961年）
- 『思考の生産性』(ダイヤモンド社、1982年) ISBN 9784478420188
- 『決断の速さの研究』(かんき出版、1985年) ISBN 9784837902744
- 『マネジメントのための質問力』(かんき出版、1985年) ISBN 9784761252182
- 『問題解決の思考技術』(日本経済新聞社、1991年) ISBN 9784532140366
- 『思考技術入門』(日経連広報部、1993年) ISBN 9784818593046
- 『実践・問題解決の技法』(日本経済新聞社、1994年) ISBN 9784532142940
- 『問題解決の仕組みと手順』(ダイヤモンド社、1996年) ISBN 9784478420379
- 『情報開示の責任のとり方』(かんき出版、1997年) ISBN 9784761256869
- 『決断の法則』(三笠書房、1998年) ISBN 9784837970095
- 『ホワイトカラーのプロジェクト・マネジメント』(生産性出版、2000年) ISBN 9784820117001
- 『解決学 15の道具』(日本経済新聞出版社、2004年) ISBN 9784532311483

### 共著
- Charles H. Kepner, Hirotsugu Iikubo『MANAGING BEYOND THE ORDINARY』(American Management Association、1996年) ISBN 9781608440481

### 文庫
- 『問題解決の思考技術』(日本経済新聞社、2001年) ISBN 9784532190477
- 『質問力』(日本経済新聞出版社、2006年) ISBN 9784532193348
- 『問題解決力』(日本経済新聞出版社、2007年) ISBN 9784532193904
- 『組織で使える論理思考力』(日本経済新聞出版社、2009年) ISBN 9784532260552
- 『日本流・ロジカル思考の技術』(PHPビジネス新書、2012年) ISBN 9784569807133